# Коверга, Анатолий Сафронович
Анатолий (Феодосий) Сафронович Коверга (27 августа 1904, Терновка, Херсонская губерния — 4 июля 1989, Никита, Крымская область) — советский ботаник, директор Никитского ботанического сада (1939−1958), лауреат Сталинской премии (1952).

## Биография
Родился 14(27) августа 1904 года, в селе Терновка (в советское время — Новоархангельский район Кировоградской области). Отец — Коверга Сафроний Васильевич, мать — Коверга Мария Антоновна.
В 1920—1921 участник Гражданской войны, был ранен.
Окончил рабфак при институте народного просвещения в Луганске (1927—1930), биологический факультет Ленинградского государственного университета (1935) и аспирантуру при кафедре физиологии растений (1938). Некоторое время работал там же.
В 1939—1958 директор Никитского ботанического сада. В 1945 году, проехав тысячи километров по Польше и Германии, нашёл в небольшом местечке под Берлином вывезенный фашистами Крымский гербарий (90000 листов с засушенными растениями) и вернул его в Крым.
В 1953 году привез крупноцветковые хризантемы из Китая, с которых началась селекция «осенних королев».
В 1955—1957 — зав. отделом технических культур, в 1957—1967 — зав. отделом биохимии и физиологии растений.
Кандидат биологических наук.
Сталинская премия 1952 года (в составе коллектива) — за выведение новых сортов абрикосов, слив, инжира и маслины.
Умер 04.07.1989 в пгт. Никита Ялтинского горсовета.